# Plaza Cívica Miguel Hidalgo (Salamanca)
La Plaza Cívica Miguel Hidalgo es un espacio público ubicado en el centro histórico de la ciudad de Salamanca, Guanajuato, México. 

## Historia
Es un sitio testigo de muchos acontecimientos de la ciudad de Salamanca. Fue el atrio del templo y exconvento de San Juan de Sahagún. A mediados del siglo XIX fue conocida como el Jardín de la Penitenciaría. Contaba con bancas de granito y cemento que eran donadas por familias opulentas de la ciudad. Las bancas llevaban las firmas de los donantes. Había muchos árboles de las especies Ficus microcarpa y Ligustrum vulgare. La plazoleta contaba con una columna destacable en el centro. En los extremos de la plazoleta habían maceteros. Posteriormente en el centro de la plazoleta se excavó un pozo artesiano. El pozo emanaba agua caliente y era el punto de inicio de peregrinos hacia la parroquia del Señor del Hospital. Los peregrinos bebían el agua en cántaros, ya que creían que por la cercanía del pozo al imagen del Cristo Negro significaba que los minerales en el agua eran curativas y buenas para la salud. Los salmantinos también le pedían a los aguadores que les llevaran el agua a sus hogares.
De 1943 a 1944, durante la presidencia de Francisco Espinoza, se edificó el primer mercado municipal en la zona. El pozo artesiano fue cubierto con concreto y en su lugar se erigió un quiosco de mampostería. En 1971 fue demolido el mercado municipal y se cerró definitivamente el pozo artesiano. Desde 1972 es conocida como la Plaza Cívica Miguel Hidalgo. Se colocaron dos enormes fuentes rodeadas de pasto. Las bancas eran del estilo de los años 1970. En una remodelación de 1985 se erigieron siete obeliscos en honor a siete salmantinos ilustres: Albino García Ramos, Andrés Delgado, Emeteria Valencia, María Tomasa Esteves y Salas, Bartolomé Sánchez Torrado, P. José María Marocho y Luis G. Araujo. También se instaló un busto en bronce del Padre de la Patria Miguel Hidalgo y Costilla para recordar el momento que dio su arenga el 24 de septiembre de 1810. En su arengo hizo un llamado a los salmantinos que se unieran al movimiento independista. El busto de Miguel Hidalgo fue cambiado a su actual ubicación durante la presidencia de Rogelio Gutiérrez.
Hoy en día es un verdadero monumento salmantino. Como los zócalos en otras ciudades mexicanas, es sitio de actividades culturales, artísticas y cívicas, así como un lugar visitado por familias.